# Max Budde
Max Julius Budde (geb. 5. Juni 1883 als Max Julius Mendelssohn in Duisburg; gest. 21. Juli 1958 in Gelsenkirchen) war ein deutscher Mediziner, Professor für Chirurgie und Nachkomme der deutsch-jüdischen Kaufmanns-, Gelehrten- und Künstlerfamilie Mendelssohn aus Jever.

## Leben
Max Budde wurde als dritter Sohn des Druckereibesitzers Menno Conrad Elimar Mendelssohn (1848–1901) und der Lehrerin Elisabeth Clementine Budde am 5. Juni 1883 in Duisburg geboren. Sein Vater Menno war eines von 14 Kindern des „Oldenburger Turnvaters“ Salomon Mendelssohn. und dessen Frau Johanna (in anderen Quellen Johanne) Phillipsohn aus Jever. Sein Onkel mütterlicherseits war der Physiker, Mathematiker und Journalist Emil Arnold Budde (1842–1921).
Am 30. Dezember 1922 heiratete Max Budde Maria Elisabeth Tilmann (* 23. August 1894 in Neuwied; † 14. Januar 1937 in Gelsenkirchen). Die beiden hatten vier Kinder.

## Beruflicher Werdegang
Nach dem Abitur studierte er in Marburg Medizin mit dem Schwerpunkt Chirurgie. Von 1914 bis 1918 war er während des Ersten Weltkriegs in verschiedenen Lazaretten eingesetzt. Seit 1918 war er Assistenzarzt, seit 1921 Privatdozent und Oberarzt der Chirurgischen Klinik Lindenburg (Köln) unter Chefarzt Otto Tilmann. Nach seiner Habilitation erhielt er 1926 den Ruf auf eine außerordentliche Professur an der von Tilmann gegründeten medizinischen Fakultät der Universität zu Köln, wo er in Forschung und Lehre tätig wurde.
Seit dem 17. Juli 1926 bis 1952 war er als chirurgischer Chefarzt am katholischen Marienhospital Gelsenkirchen bei der Propsteigemeinde Gelsenkirchen beschäftigt.
Ab 1933 wurde Budde aufgrund seines Geburtsnamens Mendelssohn und der Herkunft seiner väterlichen Familie in seiner beruflichen und persönlichen Existenz bedroht: Seinem Arbeitgeber wurde durch den NS-Ärztebund Westfalen-Lippe und die NSDAP Kreis Gelsenkirchen (Amt für Volksgesundheit) gedroht, das Marienhospital zu schließen, sollte Budde nicht entlassen werden. Die ärztliche Leitung der von ihm gegründeten Krankenpflegeschule wurde ihm durch den Regierungspräsidenten in Münster am 5. Dezember 1933 aus „rassischen Gründen“ entzogen.
1937 wurde Budde vor dem ärztlichen Bezirksgericht Westfalen-Lippe angeschuldigt, seine Assistenzärzte unrichtig auszubilden und Operationen aus finanziellen Interessen ohne ausreichende Indikationsstellung anzuordnen oder durchzuführen (Polypragmasie). Mit Urteil vom 4. Januar 1939 endete das Verfahren mit einem Freispruch für Budde.
Mit Bescheid des Wiedergutmachungsamtes Gelsenkirchen vom 21. September 1953 wurde Budde als Geschädigter des Nationalsozialismus anerkannt.
Budde arbeitete bis 1952 weiterhin als chirurgischer Chefarzt am Marienhospital. Anlässlich seines 25-jährigen Dienstjubiläums am 15. Oktober 1951 schenkte er dem Marienhospital einen gravierten Silberpokal, der sich noch heute dort befindet.